# 亚尼·古斯塔夫
亚尼·古斯塔夫（匈牙利語：Jány Gusztáv，1883年10月21日—1947年11月26日），匈牙利王國军官。最高军衔为陆军大将。
1883年出生于匈牙利的劳伊考。第二次世界大战期间，匈牙利于1940年3月1日成立第二集团军，以他军长。后来，他率领匈牙利第二集团军参加了斯大林格勒战役，并因此于1943年3月31日获得纳粹德国的德意志骑士勋章。1943年8月5日，他的军长职务被拉卡托什·蓋扎取代。
亚尼在二战结束以后被逮捕，以战争罪遭到枪决。1993年，匈牙利最高法院宣亚尼无罪。